# Бобрава (Курська область)
Бобрава (рос. Бобрава) — село в Біловському районі Курської області Російської Федерації.
Населення становить 537 осіб. Входить до складу муніципального утворення Бобравська сільрада.

## Історія
Населений пункт розташований на території українського етнічного та культурного краю Східна Слобожанщина.
Від 2004 року входить до складу муніципального утворення Бобравська сільрада.

## Населення
| 2002 | 2010 |
| ---- | ---- |
| 675  | ↘537 |